# Schwarzenbach an der Pielach
Schwarzenbach an der Pielach osztrák község Alsó-Ausztria St. Pölten-i járásában. 2024 januárjában 348 lakosa volt. 

## Elhelyezkedése

Schwarzenbach an der Pielach a Sankt Pölten-i járásban

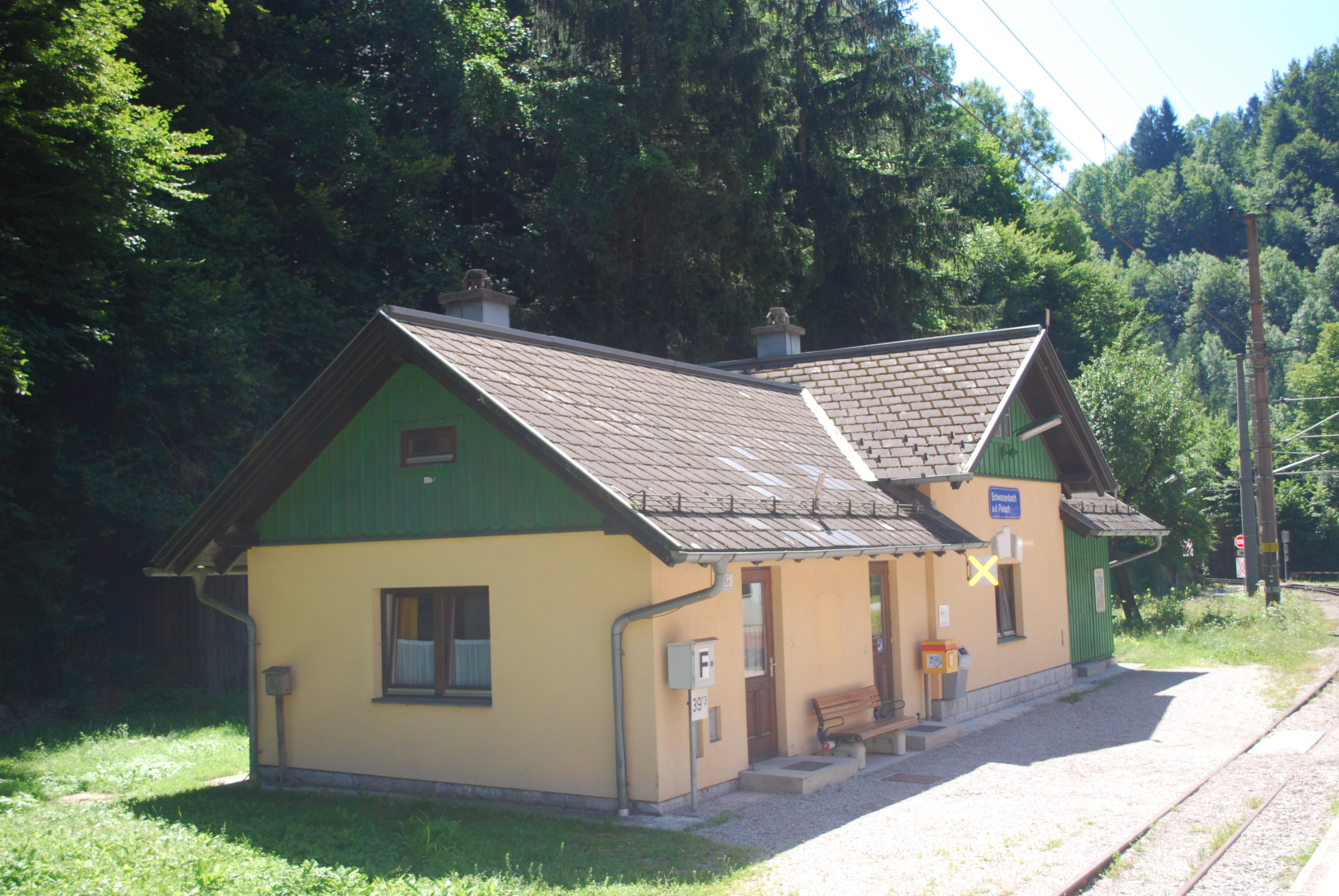
A volt vasútállomás

Schwarzenbach an der Pielach a tartomány Mostviertel régiójában fekszik a Türnitzi-Alpokban, a Pielach és a Schwarzenbach folyók találkozásánál. Legmagasabb pontja a Hennesteck (1334 m). Területének 82%-a erdő, 14,5% áll mezőgazdasági művelés alatt. Az önkormányzathoz 2022 óta (amikor a 13 települést egyesítették) egyetlen település tartozik.
A környező önkormányzatok: északkeletre Loich, keletre Türnitz, délre Annaberg, nyugatra Puchenstuben, északnyugatra Frankenfels.

## Története
Schwarzenbachot 1411-ben említik először V. Albert herceg birtoklistáján. Kápolnája 1400 körül épült, de temetőt csak 1570-ben létesítettek, addig Frankenfelsbe szállították a halottakat. A reformációt követően katolikus és egy protestáns papja is volt a falunak. A 17. században az ellenreformáció hatására visszatértek a katolikus egyházhoz. A templomban a frankenfelsi pap minden harmadik vasárnap misézett. Iskoláját 1813-ban építették, 1895-ben két tantermesre bővítették. 

## Lakosság
A Schwarzenbach an der Pielach-i önkormányzat területén 2024 januárjában 348 fő élt. Lakosságszáma 1880-ban érte el a csúcspontját 689 fővel, azóta csökkenő tendenciát mutat. 2022-ben az ittlakók 97,2%-a volt osztrák állampolgár; a külföldiek közül 0,6% a régi (2004 előtti), 1,7% az új EU-tagállamokból érkezett, 0,6% egyéb ország polgára volt. 2001-ben a lakosok 96,7%-a római katolikusnak, 0,9% evangélikusnak, 2,3% pedig felekezeten kívülinek vallotta magát. Ugyanekkor a községnek csak német anyanyelvű lakosai voltak. 
A népesség változása:

| 2016 | 367 |
| 2018 | 369 |

## Látnivalók
- a Szt. Katalin-plébániatemplom

## Fordítás
- Ez a szócikk részben vagy egészben  a   Schwarzenbach an der Pielach című német Wikipédia-szócikk ezen változatának fordításán alapul.  Az eredeti cikk szerkesztőit annak laptörténete sorolja fel. Ez a jelzés csupán a megfogalmazás eredetét és a szerzői jogokat jelzi, nem szolgál a cikkben szereplő információk forrásmegjelöléseként.